# Guy Henry (jinete)
Guy Vernor Henry (28 de enero de 1875-29 de noviembre de 1967) fue un jinete estadounidense que compitió en la modalidad de concurso completo. Participó en los Juegos Olímpicos de Estocolmo 1912, obteniendo una medalla de bronce en la prueba por equipos.

## Palmarés internacional
| Juegos Olímpicos | Juegos Olímpicos   | Juegos Olímpicos  | Juegos Olímpicos |
| Año              | Lugar              | Medalla           | Categoría        |
| ---------------- | ------------------ | ----------------- | ---------------- |
| 1912             | Estocolmo (Suecia) | Medalla de bronce | Por equipos      |